# Condemnation
«Condemnation» (в переводе с англ. — «Осуждение») — песня британской группы Depeche Mode, третий сингл из их восьмого студийного альбома Songs of Faith and Devotion, 29-й в дискографии группы. Вышел 13 сентября 1993 года (в США — 14 сентября). Занимал девятую строчку в британском национальном сингл-чарте.

## О песне
«Condemnation» — это госпел-песня в ро́ковом оформлении. «Paris Mix» — это версия с дополнительным женским бэк-вокалом и с несколько другой схемой ударных. Дейв Гаан хотел чтобы песня стала первым синглом с Songs of Faith and Devotion, но было принято другое решение.
В качестве би-сайдов использованы ремиксы песен «Death’s Door» и «Rush», а также некоторые «живые» треки, записанные во время Devotional Tour в Милане, Италия. «Death’s Door» в 1991 году была включена в саундтрек фильма «Когда наступит конец света». Оригинальная версия этой песни была записана Мартином Гором и Аланом Уайлдером по завершении тура в поддержку альбома Violator, и до сих пор доступна только на CD саундтрека. Версии «Nitrate Mix» и «Amylnitrate Mix — Instrumental» песни «Rush» — это одно и то же.

## Музыкальное видео
Видеоклип на «Condemnation» снял режиссёр Антон Корбейн. По неизвестным причинам, клип не появился на сборнике The Videos 86>98 в 1998 году, где был заменён «живой» версией с Devotional. Оригинальное видео появилось лишь в 2002 году на переиздании The Videos 86>98, получившем название Videos 86>98 +. Оба видео появляются на DVD-переиздании Devotional 2004 года. В переиздании «Condemnation (Live)» была отредактирована таким образом, чтобы различаться с версией, присутствующей на оригинальном релизе Devotional.

## Списки композиций
Слова и музыка всех песен — написаны Мартином Гором.
| №  | Название                   | Длительность |
| -- | -------------------------- | ------------ |
| 1. | «Condemnation» (Paris Mix) | 3:21         |
| 2. | «Death’s Door» (Jazz Mix)  | 6:38         |

| №  | Название                                | Длительность |
| -- | --------------------------------------- | ------------ |
| 1. | «Condemnation» (Paris Mix)              | 3:21         |
| 2. | «Death’s Door» (Jazz Mix)               | 6:38         |
| 3. | «Rush» (Spiritual Guidance Mix)         | 5:31         |
| 4. | «Rush» (Amylnitrate Mix – Instrumental) | 7:43         |
| 5. | «Rush» (Wild Planet Mix – Vocal)        | 6:23         |

| №  | Название                   | Длительность |
| -- | -------------------------- | ------------ |
| 1. | «Condemnation» (Live)      | 4:10         |
| 2. | «Personal Jesus» (Live)    | 6:00         |
| 3. | «Enjoy the Silence» (Live) | 6:46         |
| 4. | «Halo» (Live)              | 4:54         |

| №  | Название                        | Длительность |
| -- | ------------------------------- | ------------ |
| 1. | «Condemnation» (Paris Mix)      | 3:22         |
| 2. | «Death’s Door» (Jazz Mix)       | 6:38         |
| 3. | «Rush» (Spiritual Guidance Mix) | 5:31         |

| №  | Название                                | Длительность |
| -- | --------------------------------------- | ------------ |
| 1. | «Rush» (Spiritual Guidance Mix)         | 5:31         |
| 2. | «Rush» (Amylnitrate Mix – Instrumental) | 7:41         |
| 3. | «Rush» (Wild Planet Mix – Vocal)        | 6:23         |

| №  | Название                                | Длительность |
| -- | --------------------------------------- | ------------ |
| 1. | «Condemnation» (Paris Mix)              | 3:21         |
| 2. | «Death’s Door» (Jazz Mix)               | 6:38         |
| 3. | «Rush» (Spiritual Guidance Mix)         | 5:31         |
| 4. | «Rush» (Amylnitrate Mix – Instrumental) | 7:43         |

| №  | Название                   | Длительность |
| -- | -------------------------- | ------------ |
| 1. | «Condemnation» (Live)      | 4:10         |
| 2. | «Personal Jesus» (Live)    | 6:00         |
| 3. | «Enjoy the Silence» (Live) | 6:46         |
| 4. | «Halo» (Live)              | 4:54         |

| №  | Название                                | Длительность |
| -- | --------------------------------------- | ------------ |
| 1. | «Condemnation» (Paris Mix)              | 3:21         |
| 2. | «Death’s Door» (Jazz Mix)               | 6:38         |
| 3. | «Rush» (Spiritual Guidance Mix)         | 5:31         |
| 4. | «Rush» (Amylnitrate Mix – Instrumental) | 7:43         |
| 5. | «Rush» (Wild Planet Mix – Vocal)        | 6:23         |
| 6. | «Condemnation» (Live)                   | 4:10         |
| 7. | «Personal Jesus» (Live)                 | 6:00         |
| 8. | «Enjoy the Silence» (Live)              | 6:46         |
| 9. | «Halo» (Live)                           | 4:54         |

| №  | Название                         | Длительность |
| -- | -------------------------------- | ------------ |
| 1. | «Condemnation» (Live)            | 4:10         |
| 2. | «Enjoy the Silence» (Live)       | 6:46         |
| 3. | «Halo» (Live)                    | 4:54         |
| 4. | «Death’s Door» (Jazz Mix)        | 6:38         |
| 5. | «Rush» (Spiritual Guidance Mix)  | 5:31         |
| 6. | «Rush» (Nitrate Mix)             | 7:43         |
| 7. | «Rush» (Wild Planet Mix – Vocal) | 6:23         |
| 8. | «Condemnation» (Paris Mix)       | 3:21         |

| №  | Название                        | Длительность |
| -- | ------------------------------- | ------------ |
| 1. | «Condemnation» (Paris Mix)      | 3:22         |
| 2. | «Enjoy the Silence» (Live)      | 6:47         |
| 3. | «Halo» (Live)                   | 4:54         |
| 4. | «Condemnation» (Live)           | 4:08         |
| 5. | «Rush» (Spiritual Guidance Mix) | 5:30         |
| 6. | «Rush» (Nitrate Mix)            | 7:41         |
| 7. | «Rush» (Wild Planet Mix)        | 6:23         |
| 8. | «Death’s Door» (Jazz Mix)       | 6:38         |

| №  | Название                        | Длительность |
| -- | ------------------------------- | ------------ |
| 1. | «Condemnation» (Paris Mix)      | 3:21         |
| 2. | «Rush» (Spiritual Guidance Mix) | 5:31         |
| 3. | «Death’s Door» (Jazz Mix)       | 6:38         |
| 4. | «Rush» (Nitrate Mix)            | 7:43         |
| 5. | «Enjoy the Silence» (Live)      | 6:46         |
| 6. | «Halo» (Live)                   | 4:54         |
| 7. | «Condemnation» (Live)           | 4:10         |

## Чарты
| Чарт (1993)                                  | Позиция |
| -------------------------------------------- | ------- |
| ARIA                                         | 78      |
| Великобритания (OCC UK Singles)              | 9       |
| Media Control AG                             | 23      |
| IRMA                                         | 19      |
| AFYVE                                        | 9       |
| Polish Singles Chart                         | 23      |
| Billboard Modern Rock Tracks                 | 23      |
| Billboard Hot Dance Music/Maxi-Singles Sales | 36      |
| Франция (SNEP)                               | 36      |
| Швеция (Sverigetopplistan)                   | 3       |
| Швейцария (Schweizer Hitparade)              | 38      |